# 大根達爾梅峰
46°06′26″N 7°42′42.8″E / 46.10722°N 7.711889°E

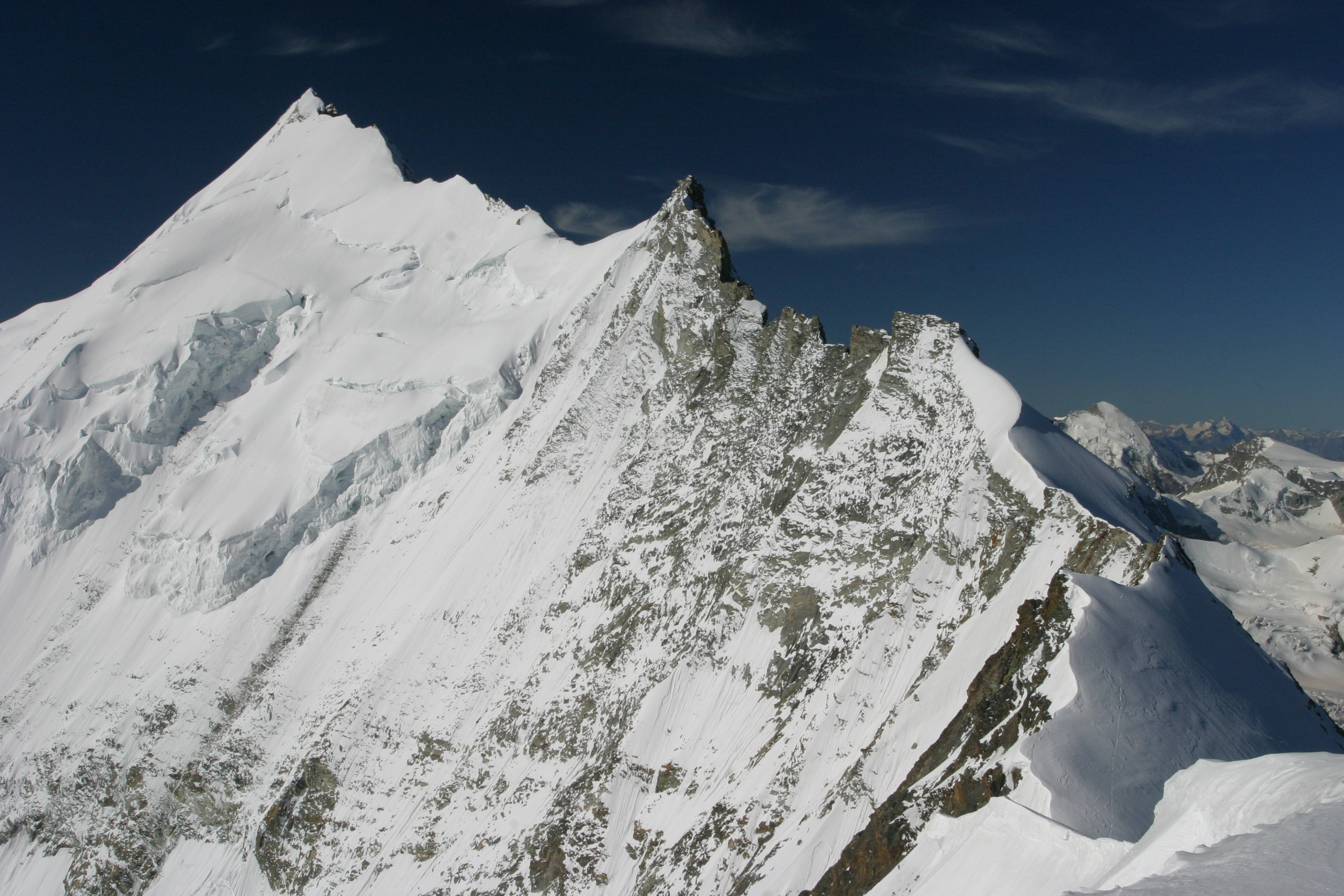

大根達爾梅峰（Grand Gendarme），是瑞士的山峰，位於該國南部，由瓦萊州負責管轄，屬於本寧阿爾卑斯山脈的一部分，海拔高度4,331米，每年平均降雨量1,585毫米。